# Bonaventura Pistofilo
Bonaventura Zambuti (Malgrate Lunigiana, 1465/1470 – Ferrara, 15 ottobre 1533) è stato un umanista italiano.

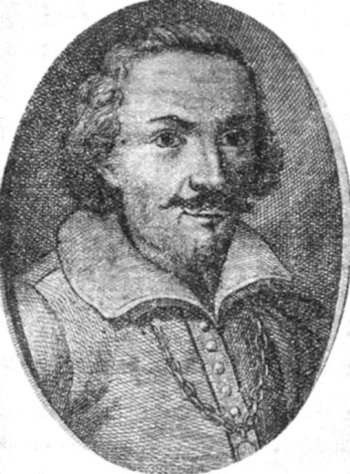
Bonaventura Pistofilo da M. Catalano, Vita di Ludovico Ariosto ricostruita su nuovi documenti, vol. I, Genève, L. Olschki, 1930-1931, p. 547

Fu il primo della sua famiglia ad utilizzare il cognome grecizzato di Pistofilo (amante della fede).

## Biografia
Nato da Giovanni Antonio Zambuti, nel 1485 iniziò a studiare medicina presso l'Università di Ferrara, dove fu allievo di Niccolò da Lonigo. Successivamente si dedicò allo studio delle lettere, grazie a cui riuscì ad ottenere lodi da alcuni dotti e letterati illustri del suo tempo.
Durante quegli anni strinse amicizia con Ercole Strozzi e con il padre, Tito Vespasiano Strozzi, il quale lodò le sue prime opere letterarie e poetiche. Nel 1502 sposò la figlia di Tito Vespasiano Strozzi, Margherita Strozzi, dalla quale ebbe una figlia. Nel 1503, grazie anche ai rapporti con la famiglia Strozzi, iniziò ad accumulare favore presso la Corte degli Estensi.
Nel 1505 Tito Vespasiano Strozzi lo scelse come suo cancelliere personale e nel 1510 diventò segretario e consigliere del duca Alfonso I.
In quegli anni la famiglia degli Este e lo Stato della Chiesa si contesero le città di Modena e Reggio e ciò gli permise di dimostrare le proprie qualità politico-diplomatiche, in qualità di segretario di Alfonso I.
Il primo intervento diplomatico risale al 1512, quando Papa Giulio II, alleatosi con gli spagnoli, cercò di impadronirsi di Ferrara. Pistofilo riuscì a convincere il viceré di Napoli Raimondo Cardona a non seguire il progetto papale. Nel 1516 si recò in missione diplomatica presso la corte francese di Amboise per evitare che il Re di Francia Francesco I si alleasse con Papa Leone X per la conquista di Ferrara, riuscendo nell’impresa.
Nel 1518 accompagnò Alfonso I a Parigi. In seguito al recupero di Reggio e Modena, nel 1530 presenziò all’accordo tra Alfonso I  e Papa Clemente VII.
Pistofilo ricoprì la carica di segretario e consigliere fino alla morte, avvenuta il 15 ottobre 1533. Fu sepolto nella sacrestia della chiesa di San Paolo a Ferrara in un’arca di marmo erettagli da sua moglie e dai suoi eredi, che crollò con una parte della chiesa nel terremoto del 1570.
Lo stemma della sua famiglia consisteva in due destre congiunte come simbolo di fedeltà. Il motto era: «Prudenti fides semper».

## Opere
Pistofilo scrisse diversi sonetti di ispirazione petrarchesca, oggi conservati nella Biblioteca comunale di Ferrara. Due di essi vennero editati nelle Rime scelte de’ poeti ferraresi.
Scrisse anche altri tre testi in prosa, ovvero Espugnazione della Bastia del Zaniolo, La presa della Armata dei Venetiani e Vita di Alfonso I d'Este, che è anche la sua opera più importante, rimasta però incompiuta a causa della sua morte.

## Rapporti con altri autori
Pistofilo fu apprezzato dai poeti e dai letterati del suo tempo.
Il 23 aprile 1518 firmò un decreto che includeva Ludovico Ariosto nella cerchia dei poeti stipendiati dal duca stesso. Fu un caro amico di Ludovico Ariosto, con il quale condivise interessi e pensieri. Nel 1523 propose al poeta l’incarico di ambasciatore presso il Papa Clemente VII. Ariosto gli dedicò la Satira VII, nella quale lo ringraziò della proposta, declinandola.
Pistofilo continuò a scambiare con Ariosto una lunga serie di epistole risalenti al periodo 1522-1525, in cui il poeta gli chiedeva consiglio per questioni riguardanti il ruolo di amministratore della Garfagnana e per questioni amministrative sulla famiglia Strozzi.
A testimonianza di questa profonda amicizia, Ariosto lo celebrò nell’ultimo canto dell’Orlando Furioso.
Fu anche un profondo amico di Celio Calcagnini, il quale nel 1525 gli dedicò il suo trattato Quod coelum stet et terra moveatur e il De libero animi motu.
Scipione Balbi gli dedicò il suo poema Pulcher visus locus illustrissimi ducis Ferrariae, che parla della villa estense del Belriguardo.
Tito Vespasiano Strozzi gli dedicò la quarta Satira, dove elogiava le sue qualità morali e la sua dottrina.